# Killers 2: The Beast
Killers 2: The Beast è un film del 2003 di David Michael Latt, seguito diretto di Killers del 1997.

## Trama
Il giorno dopo la fine del primo capitolo, Heather si risveglia in un manicomio pieno di gente pazza e soprattutto malata.
Heather fa amicizia con Emma, l'unica "decente" della clinica.
Heather cerca di scappare, ma sente due dottori che parlano di lei e gli vengono dei flashback.
Gli stessi dottori la torturano e lei vuole assolutamente scappare.
Heather va in un piccolo ufficio e chiama il padre dicendogli che nel manicomio ci sono dei molestatori e il padre non gli crede.
Un dottore la vuole aggredire e lei lo uccide.
Heather viene messa in una sedia elettrica e un dottore gli fa domande sulla sua prima storia.
La povera ragazza vede sugli specchi la sua stessa figura però rossa e terrificante che dice che alcuni assassini stanno arrivando.
Infatti alcuni assassini amici di quelli del primo film vogliono uccidere Heather.
Fanno un'enorme strage uccidendo tutti tranne Heather e un dottore.
Heather chiede al dottore le chiavi di un magazzino.
Il dottore scappa ed Heather uccide uno ad uno gli spietati killers tranne uno.
L'ultimo è al piano terra con l'ultima sopravvissuta Emma che era rimasta viva.
Emma lo prende in giro per l'apparecchio che l'assassino aveva ai denti.
L'assassino la uccide ed Heather, arrabbiata, gli spara e lo elettrizza.
Heather scappa dal manicomio rubando una macchina.

## Produzione
Il film fu prodotto da The Asylum e girato in California.
Nel film è presente Steven Ramirez, scrittore del primo film, che fa un cameo interpretando un dottore.
In una scena del film, Heather è in un archivio dove deve cercare un telefono e invece trova delle foto dei suoi amici, del suo fidanzato e dei killer che volevano ucciderla.
In varie parti del film, Heather ha dei flashback del primo capitolo.

## Distribuzione
Il film è un direct-to-video della The Asylum ed è stato distribuito in Italia da Enrico Pinocci S.r.l. con il divieto ai minori di 14 anni per i crudi atti di violenza.

## Slogan promozionali
- Let The Hunt Begins (Lascia che la caccia inizi)
- The Hunt Returns (La caccia ritorna)